# Око Сахаре
Ришат структура, такође и позната као Гуелб ер Ришат (арап. قلب الريشات Калб ар-Ришат), илити Око Африке, Око Сахаре  је истакнуто кружно обележје на сахарској висоравни Адрар, у близини Оуадане, западно-централна Мауританија, северозападна Африка. Представља еродирану куполу, 40 км у пречнику, са седиментним стенама у слојевима који се појављују као концентрични прстенови. Магматска стена је изложена унутра, а ту су спектакуларни риолити и габроси који су претрпели хидротермалне промене и централну мегабрецију. У структури се такође налазе значајне ископине ахеулејских археолошких артефаката.

## Опис
Ришат структура је дубоко еродирана, благо елиптична купола пречника  40 км. Старост седиментне стене изложене у овој куполи варира од касног протерозоика у средишту куполе до ордовицијског пешчара око њених ивица. Седиментне стене које чине ову структуру израњају напоље под углом од 10–20°. Диференцијална ерозија отпорних слојева кварцита створила је високорељефне кружне кесте. Његов центар састоји се од кречњачке брече која покрива површину од најмање 30 km (19 mi) у пречнику.   
У унутрашњости Ришат структуре изложене су разне интрузивне и екструзивне магматске стене. Обухватају риолитне вулканске стене, габросе, карбонатите и кимберлите. Риолитне стене састоје се од токова лаве и хидротермално измењених туфастих стена које су део два различита еруптивна центра, за која се тумачи да су еродирани остаци две маре. На основу теренског мапирања и аеромагнетним подацима, габројске стене чине два концентрична прстенаста насипа. Унутрашњи насип прстена је око 20 м ширине и лежи око 3 км од центра Ришат структуре. Спољни прстен насипа је око 50 м ширине и лежи око 7 до 8 км од центра ове грађевине. Тридесет и два насипа и прагова карбонатита мапирани су у оквиру Ришат структуре. Насипи су углавном око 300 м дужине и обично 1 до 4 м ширине. Састоје се од масивних карбонатита који су углавном лишени везикула. Стене карбонатита су датиране да су се охладиле између 94 и 104 милион година. У северном делу Ришат структуре пронађени су кимберлитички чеп и неколико прагова. Старост кимберлита је датиран на око 99 милион година. Ове интрузивне магматске стене тумаче се као указивање на присуство великог алкалног магматског упада који је у основи Ришат структуре и настао је подизањем стене изнад ње.
Спектакуларне хидротермалне карактеристике део су Ришат структуре. Укључују опсежне хидротермалне промене риолита и габроса и централне мегабреције створене хидротермалним растварањем и колапсом. Силикатна мегабреча је најмање 40 дебљине м у његовом средишту до само неколико метара дебљине дуж ивица. Бреча се састоји од фрагмената белог до тамно-сивог рожнаца. кварца, диагеничког рожничастог нодула, и строматолитског кречњака. Хидротермална промена, која је створила ову бречу, датирана је на око 98,2 ± 2,6 милион година методом 40Ar/39Ar датирања.   

## Тумачење
Геолози Ришат структуру сматрају високо симетричном и дубоко еродираном геолошком куполом . Први пут је описан 1930-их до 1940-их, као Ришат кратер или Ришат упупчење (фр. boutonnière du Richât). Ричард-Молар (1948) је сматрао да је то резултат лаколитског потиска. Геолошка експедиција у Мауританији коју је предводио Теодор Моно 1952. године забележила је четири „кратериформне или кружне неправилности“ (фр. accidents cratériformes ou circulaires) у том подручју.  Кратко је размотрено порекло Ер Ришата као ударне структуре (као што је очигледно случај са остале три), али ближа студија 1950-их до 1960-их сугерисала је да је настала копненим процесима. Након опсежних теренских и лабораторијских студија 1960-их, нису пронађени веродостојни докази о метаморфизму шока или било којој врсти деформације која указује на астероидни удар.
Вишеаналитичка студија рађена 2011. године на мегабрецији Ришата закључила је да су карбонати у мегабрецији богатим силицијум диоксидом настали у нискотемпературним хидротермалним водама и да структура захтева посебну заштиту и даље истраживање њеног порекла. 

## Археологија
Ришат структура је место изузетних накупина ашелских артефаката. Ова ашелска археолошка налазишта се распростиру дуж вадија који заузимају крајњу прстенасту удубину ове структуре. Пре-ашелски камени алати такође су пронађени на истим подручјима. Такође су пронађена ретка и раштркана неолитска копља и други артефакти. Међутим, откако је налазиште први пут открио Теодор Моно 1974. године, мапирање артефаката унутар подручја Ришат структуре показало је да их уопште нема у најдубљим депресијама. Ово се тумачи као указивање на то да се подручје користило само за краткотрајни лов и производњу камених алата. Локално, очигледно богатство површинских артефаката резултат је концентрације и мешања дефлацијом током вишеструког глацијално-интерглацијалног циклуса.  